# Silicon Graphics Image
Silicon Graphics Image (SGI) o el formato de archivo RGB es el formato de archivo de gráficos raster nativo para estaciones de trabajo de Silicon Graphics. El formato fue inventado por Paul Haeberli. Puede ser codificado en RLE. Los programas que soportan este formato son FFmpeg, ImageMagick, entre otros. 

## Visión general
Las extensiones de archivo comunes son: 
.sgi o .rgb
3 canales de color
.rgba
3 canales de color y alfa
.bw o .int
en blanco y negro
.inta
blanco y negro y alfa
Este formato fue desarrollado originalmente para IRIX. Los archivos maestros del Conjunto de prueba de formato múltiple de alta definición SVT son SGI.